# Sid Simmons
James Simmons (Philadelphia, 27 november 1946 - aldaar, 5 november 2010) was een Amerikaanse jazzpianist en componist, die bekend werd door zijn samenwerking met Grover Washington jr..

## Biografie
Simmons was in totaal 40 jaar lid van het jazzcircuit van Philadelphia en trad regelmatig op in bekende evenementenplaatsen van de stad, zoals in TnT Monroe's, Ortlieb's, Zanzibar Blue en in Chris's Café. Begin jaren 1970 speelde hij bij Byard Lancaster (Live at Macalesta College, 1971) en in de formatie The Visitors, die werd geleid door de broers Earl en Carl Grubbs. Daarna behoorde hij tot de band Locksmith, waarin muzikanten uit Philadelphia speelden als Tyrone Brown, John Blake, Leonard 'Doc' Gibbs en Millard 'Pete' Vinson speelden en Grover Washington jr. begeleiden tijdens liveconcerten en plaatopnamen (Live at the Bijou). Simmons componeerde af en toe ook voor Washington (Maracas Beach, 1978). The Visitors namen daarnaast ook enkele eigen platen op, die echter weinig aandacht kregen.
Hij trad ook op met Bootsie Barnes, voor wie hij werkzaam was als muzikaal leider. Tijdens de jaren 1980 vormde Simmons met muzikanten als Charles Fambrough de huisband van de club TnT Monroes, waar hij de gelegenheid kreeg om te spelen met muzikanten als Greg Osby, Gary Thomas, Wallace Roney, Donald Harrison en Terence Blanchard. Later werd hij huispianist in Ortlieb's JazzHaus. Bovendien werkte hij met Valery Ponomarev (A Star For You, 1997), Joshua Breakstone (This Just in..., 1999), John Swana (Philly Gumbo, 2000) en Mike Boone (Better Late Than Never). In de loop van zijn carrière was hij meestal werkzaam als begeleidingsmuzikant en in jazzshows in zijn geboortestad. Af en toe nam hij ook op onder zijn eigen naam, zoals uiteindelijk het album Keep the Faith met Mike Boone en Byron Landham, dat verscheen in 2009.

## Overlijden
Sid Simmons overleed in november 2010 op bijna 64-jarige leeftijd.
- Gemeinsame Normdatei: 1019545429
- International Standard Name Identifier: 0000 0001 1942 6405
- Library of Congress Control Number: n2010061790
- MusicBrainz: a27de557-a258-4760-91e8-c82311073eeb
- Virtual International Authority File: 153849749
- WorldCat: E39PBJqbk3YMT66DPv8qp4yGHC